# تأسیسات آب سنگین اراک

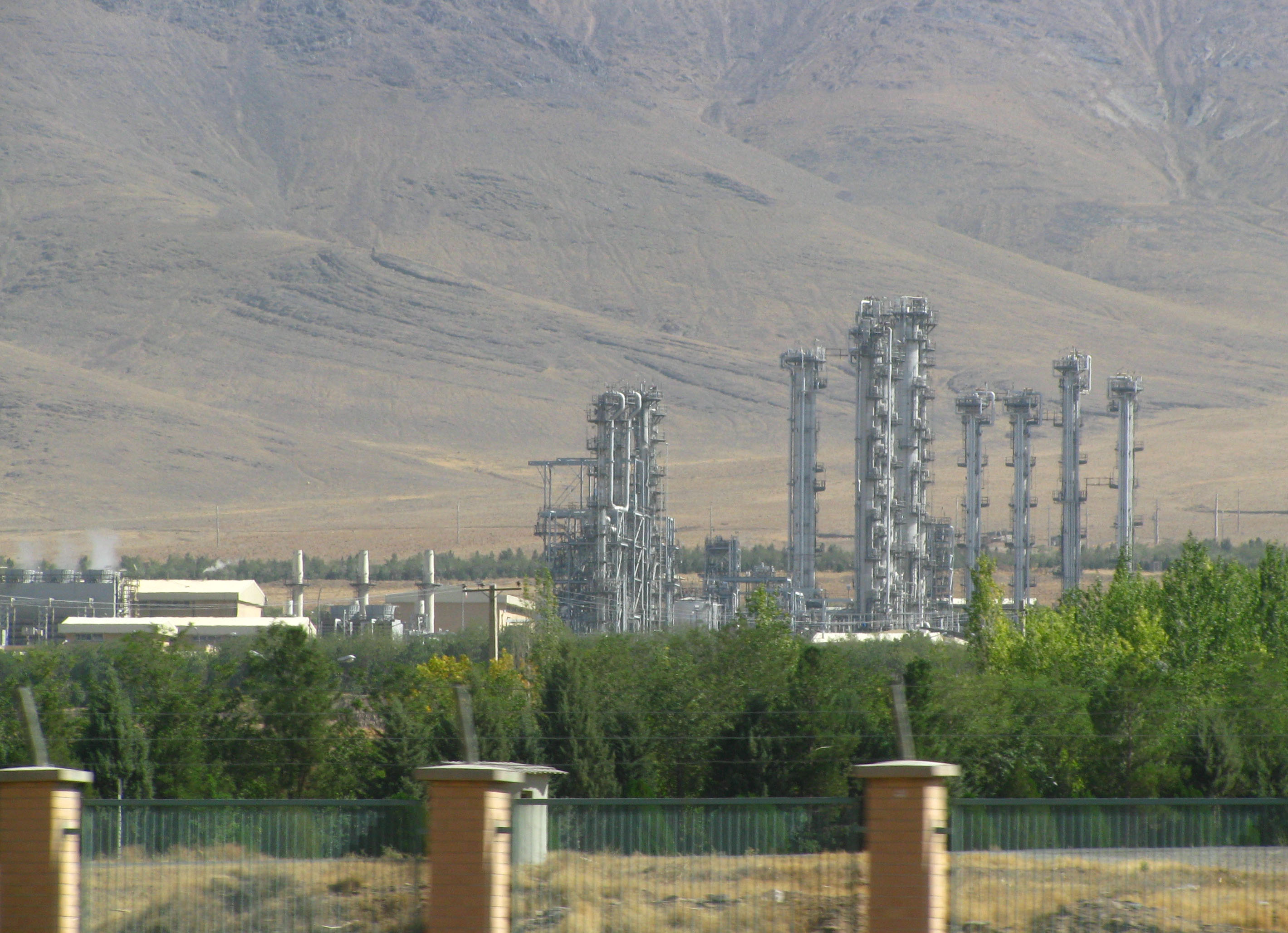
نیروگاه آب سنگین اراک

مجتمع آب سنگین اراک (خنداب) معروف به IR-40 یکی از تأسیسات بزرگ هسته‌ای کشور ایران است که در ۵۵ کیلومتری شمال غرب اراک و در ۵ کیلومتری شهر خنداب قرار دارد. نخستین تلاش برای تهیه آب سنگین در ایران در سال ۱۳۶۳ انجام شد و در سال ۱۳۷۷ ساخت این تأسیسات در اراک آغاز و در سال ۱۳۸۵ به بهره‌برداری رسید.
این تأسیسات در سال ۱۳۹۲ برای مدتی و در راستای برجام تعطیل شد اما در ادامه با کاهش تعهدات برجامی ایران مجدد فعالیت خود را آغاز کرد. طرح باز طراحی این راکتور در سال ۱۳۹۸ آغاز شد. ایران سالانه در این تأسیسات ۲۰ تن آب سنگین تولید می‌کند که بخشی از آن را صادر می‌کند.
در سال ۱۴۰۴، رآکتور در حمله‌ای اسرائیلی در جریان جنگ ایران و اسرائیل مورد هدف قرار گرفت، پس از آنکه اسرائیل از ساکنان مناطق اطراف، به ویژه اراک و خنداب، خواست تا منطقه را تخلیه کنند.

## تاریخچه
نخستین تلاش برای تهیه آب سنگین در ایران در سال ۱۳۶۳ به‌طور آزمایشگاهی و با استفاده از روش الکترولیز انجام شد، اما تلاش‌ها در این زمینه نتیجه‌ای در برنداشت. پس از فراغت سازمان انرژی اتمی از پروژه‌های نیمه صنعتی افزایش غلظت و تبدیل اورانیوم بین سال‌های ۱۳۷۰ تا ۱۳۷۷، پیشنهاد اجرای یک پروژه صنعتی آب سنگین به سازمان ارائه و پس از مدتی با ابلاغ شورای معاونان سازمان انرژی اتمی اجرای این طرح آغاز شد؛ اما با توجه به محدودیت‌ها در کسب اطلاعات علمی و فنی از کشورهای خارجی و جذب نشدن نیروهای حرفه‌ای این پروژه تا سال ۱۳۷۷ به تعویق افتاد. در این سال‌ها علاوه بر تهیهٔ دانش فنی، طراحی‌های پایه، مقدماتی، شروع طراحی تفصیلی، مطالعات و عملیات سایت‌یابی انجام شد و در این میان سایت خنداب انتخاب گردید. این پروژه در زمینی به مساحت ۲۰ هکتار در شمال غربی خنداب ساخته شده است. دلیل انتخاب این مکان برای ساخت پروژه تأمین مواد اولیه، زلزله‌خیز بودن، استراتژیک بودن منطقه، بحث‌های سیاسی، پدافندی عنوان شده است.
کار ساخت مجتمع از سال ۱۳۷۷ خورشیدی آغاز و تمامی مراحل طراحی و اجرای آن توسط متخصصان ایرانی انجام شد. بهره‌برداری از این نیروگاه در سال ۱۳۸۵ و توسط محمود احمدی‌نژاد رئیس‌جمهور وقت انجام گردید. این راکتور در نزدیکی نیروگاه ۴۰ مگاواتی آب سنگین اراک قرار دارد تا بتواند آب سنگین مورد نیاز این نیروگاه را تأمین کند.
در آبان ۱۳۹۲ آژانس بین‌المللی انرژی اتمی در گزارش فصلی خود خبر داد که ایران پس از روی کار آمدن حسن روحانی توسعه فعالیت‌های هسته‌ای را متوقف کرده است. این اولین گزارشی بود که آژانس بین‌المللی انرژی اتمی پس از ریاست جمهوری حسن روحانی منتشر کرد. ایران اعلام کرده بود نیروگاه آب سنگین خنداب در سه‌ماهه اول سال ۲۰۱۴ شروع به کار خواهد کرد اما بعداً آن را به تعویق انداخت.
در سال ۱۳۹۸ خبرهایی مبنی بر باز طراحی این راکتور منتشر شد. در باز طراحی این تأسیسات قرار شد تا میزان پلوتونیوم تولید شده در این راکتور، کاهش یابد و در عوض میزان نوترون آن افزایش چند برابری داشته باشد. قرار است تا این بازطراحی توسط ایران و چین انجام گیرد.

## تولیدات و کاربردها
تولیدات نیروگاه شامل آب سنگین و آب سبک است که از محصولات جانبی آب سنگین به‌شمار می‌رود. این راکتور قادر است تا سالانه ۲۰ تن آب سنگین با غنای ۹۹٫۸۸ درصد تولید نماید. آب سنگین پرمصرف‌ترین ایزوتوپ دنیاست. آب سنگین تولیدی این نیروگاه در حوزه‌های مختلف از جمله زیست‌شناسی، پزشکی و فیزیک کاربرد دارد. همچنین از آن به عنوان مادهٔ خنک‌کننده برای نیروگاه‌های هسته‌ای و تولید رادیودارو استفاده می‌شود. آب سنگین در تولید برق از نیروگاه‌های آب سنگین به‌کار می‌رود. علاوه بر آن در پزشکی هسته‌ای و تولید رادیوایزوتوپ‌ها و رادیوداروها نیز مصارف زیادی دارد. آب سبک نیز جهت درمان و پیشگیری از سرطان کاربرد دارد. این مجتمع همچنین اکسیژن ۱۸ را تولید می‌کند که برای تولید فلوئور ۱۸ لازم و کاربردی است.
ایران از نظر تولید آب سنگین در دنیا، در مقام نهم پس از کشورهایی چون همچون آمریکا، روسیه، چین، هند، آرژانتین، رومانی و کانادا قرار دارد و آب سنگین تولیدی خود را به کشورهای مختلفی صادر می‌کند.

## بازتاب در جهان

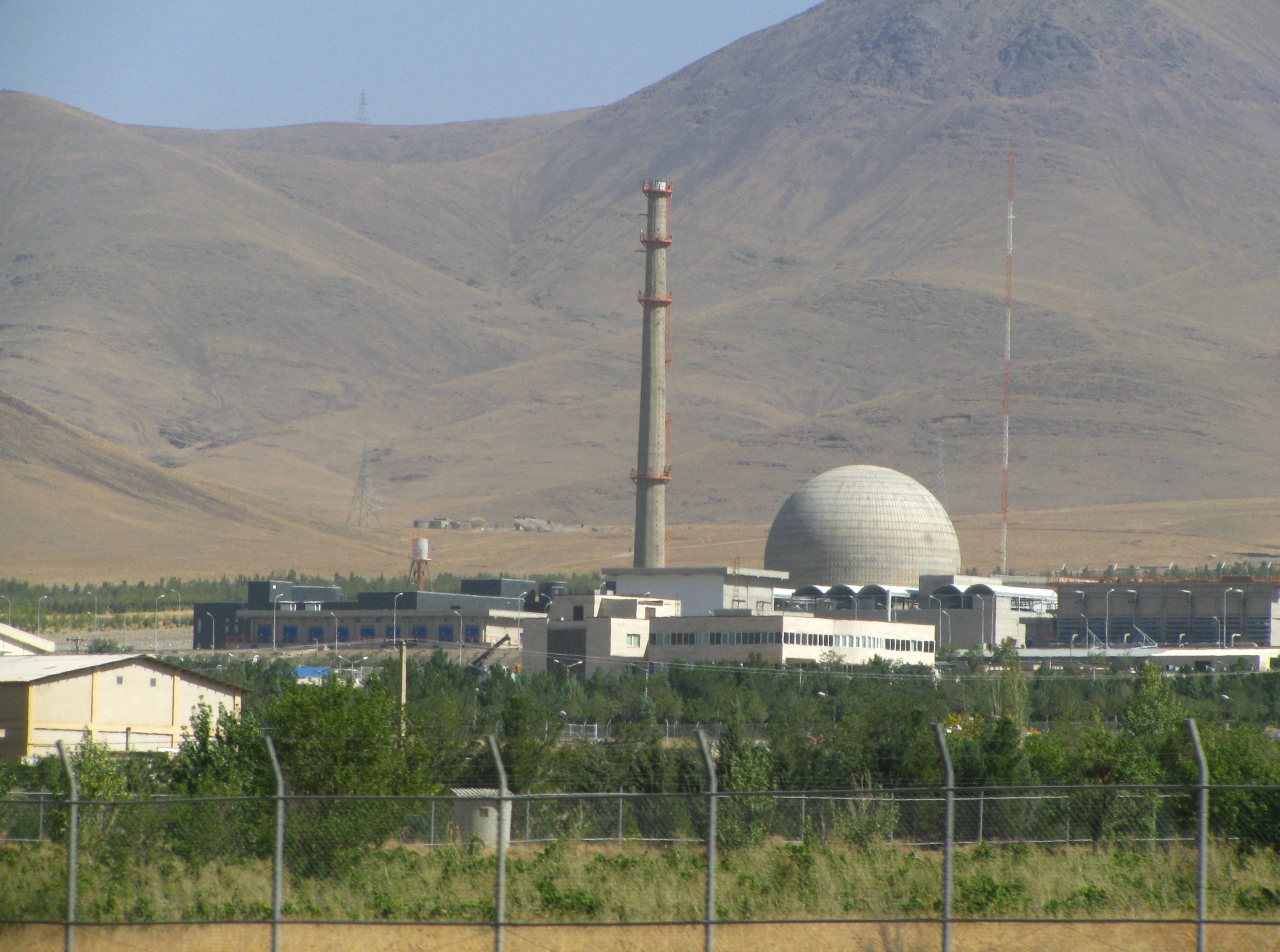
راکتور آب سنگین IR-40 اراک، ایران.

مقامات ارشد جمهوری اسلامی ایران بارها در تبیین و تشریح دکترین هسته‌ای ایران بر صلح آمیز بودن آن تأکید کرده‌اند و اعلام می‌کنند که تولیدات این مجتمع هسته‌ای نیز در جهت منافع صلح‌آمیز است. اما فعالیت نیروگاه آب سنگین اراک (خنداب) یکی از موارد نگرانی غرب دربارهٔ برنامه هسته‌ای ایران بوده است. مخالفان برنامه هسته‌ای ایران معتقدند این نیروگاه می‌تواند در صورت آغاز و گسترش فعالیت، پلوتونیوم قابل استفاده در ساخت سلاح هسته‌ای را تولید کند. ایران هم برای همکاری بیشتر با سازمان‌های بین‌المللی، طرح باز طراحی این راکتور را در دستور کار خود گذاشته است تا میزان پلوتونیوم ساخته شده در این راکتور را کاهش دهد.